# 村国真墨田神社
村国真墨田神社（むらくにますみだじんじゃ、旧字体：村國眞墨󠄀田神󠄀社󠄁）は、岐阜県各務原市にある神社。式内社であり、各務原市鵜沼地区の産土神とされている。各務原市内の金幣社五社のうちの一社である。

## 概略
創建時期は7世紀頃。この地域（美濃国各務郡）を支配していた豪族村国氏が美濃国一宮の南宮大社の主神「金山彦命」と尾張国一宮の真清田神社の主神天火明命を合祀して創建したという。後に村国男依を祭神として合祀している。
創建当時は、現在地の南約500m（現在の木曽川沿い）にあったという（現在は御旅所になっている）。戦国時代の永享年間（1429年 - 1440年）、土岐氏に仕えていた大沢利治が鵜沼城を築城すると、村国真墨田神社は大沢氏の守護神となり、鵜沼城の城下に移転する。
1564年（永禄7年）、織田信長は木下藤吉郎に、鵜沼城と伊木山城の攻略を命ずる。しかし、城主の大沢治郎左衛門の抵抗は強く攻め落としに難攻する。しかし、木下藤吉郎の調略に対し大沢治郎左衛門は応ずる事で鵜沼城は明け渡される。その後鵜沼城は犬山城城主の池田恒興の配下となる。池田恒興が国替えになった後、中川定成が犬山城主となり、鵜沼城はその配下となる。
1584年（天正12年）、小牧・長久手の戦いで、池田恒興は鵜沼城を拠点にして犬山城攻略を行う。この犬山城攻略に協力をした河村惣六が、羽柴秀吉の許可を受け、鵜沼城城下にあった村国真墨田神社を現在地に移転する。
各務原市内金幣五社の一社である。
氏子は鵜沼地区の十の町内（川崎・三ツ池・西町・東町・南町・山崎・宝積寺・古市場・小伊木・大伊木）である。

## 祭神
- 村国男依命[2]
- 天火明命[2]
- 金山彦命[2]

## 境内社
- 鵜沼護国神社（鵜沼地区の英霊）

1946年（昭和21年）建立。社殿は各務原飛行場内の航空神社を移設。
- 金毘羅社（大物主命）[2]
- 真墨田稲荷神社（倉稲魂神）[2]
- 恵比寿大黒社（恵比寿大神・大己貴命）[2]
- 御嶽社（国常立命）[2]
- 末社六社
  - 天満社（菅原道真公）[2]
  - 秋葉社（秋葉大神）[2]
  - 雨之宮社（高龗神）[2]
  - 山神社（大山祇神）[2]
  - 洲原社（伊弉諾命）[2]
  - 御鍬社（豊受姫神）[2]

## 記念碑
- 日清戦役従軍記念碑[2]
- 日露戦役従軍記念碑[2]

## 主な神事[2]
- 1月1日 - 歳旦祭
- 春分の日 - 祈年祭、真墨田稲荷神社祭
- 7月最終日曜日 - 夏越祭
- 8月15日 - 鵜沼護国神社慰霊祭
- 10月第二日曜日 - 例祭
- 11月中旬 - 新嘗祭
- 12月31日 - 除夜祭
- 毎月1日 - 月次祭

## 所在地
- 岐阜県各務原市鵜沼山崎町1丁目108

## 交通機関
- JR高山本線 鵜沼駅より徒歩で約5分。
- 名鉄犬山線・各務原線 新鵜沼駅より徒歩で約5分。